# Бурсукань
Бурсукань, Бурсукані (рум. Bursucani) — село у повіті Галац в Румунії. Входить до складу комуни Белебенешть.
Село розташоване на відстані 221 км на північний схід від Бухареста, 71 км на північ від Галаца, 124 км на південь від Ясс.

## Населення
За даними перепису населення 2002 року у селі проживали 649 осіб, усі — румуни. Усі жителі села рідною мовою назвали румунську.